# Radiometr DP-11
Radiometr DP-11 – radziecki przyrząd dozymetryczny, używany między innymi w ludowym Wojsku Polskim, przeznaczony do rozpoznawania skażeń promieniotwórczych.

## Charakterystyka przyrządu
Radiometr DP-11 służył do pomiaru stopnia skażenia ludzi, sprzętu oraz żywności i wody substancjami gamma i beta-promieniotwórczymi. Przy pomocy przyrządu można było określić stopień skażenia powierzchni i materiałów do 106 rozp/min/cm² przy dawce ekspozycyjnej 500 mR/h. Składał się z pulpitu, 90 cm sondy, słuchawek nagłownych i pasów nośnych. Obsługiwał go jeden żołnierz – dozymetrysta. Montowany był między innymi na samochodach rozpoznania skażeń GAZ-69rs.
Dane taktyczno-techniczne
- zakres:
  - pierwszy – pomiar mocy dawki promieniowania gamma w granicach 0,03–0,4 mR/h i natężenia promieniowania beta w granicach 150–2000 rozp/min/cm²,
  - drugi – pomiar mocy dawki promieniowania gamma w granicach 0,3–20 mR/h i natężenia promieniowania beta w granicach 1500–100000 rozp/min/cm² przy położeniu ochraniacza przesłaniającego B1 i 70000 – 1000000 rozp/min/cm² przy położeniu ochraniacza przesłaniającego B2.
- błąd pomiaru – ±30%.
- masa urządzenia – 5,4 kg
- masa skrzynki transportowej – 5,2 kg
- zasilanie – baterie
- czas pracy – 50 godzin.